# Navajo Mountain
Navajo Mountain is een plaats (census-designated place) in de Amerikaanse staat Utah, en valt bestuurlijk gezien onder San Juan County.

## Demografie
Bij de volkstelling in 2000 werd het aantal inwoners vastgesteld op 379.

## Geografie
Volgens het United States Census Bureau beslaat de plaats een oppervlakte van
81,8 km², geheel bestaande uit land.

## Plaatsen in de nabije omgeving
De onderstaande figuur toont nabijgelegen plaatsen in een straal van 56 km rond Navajo Mountain.